# Opteron

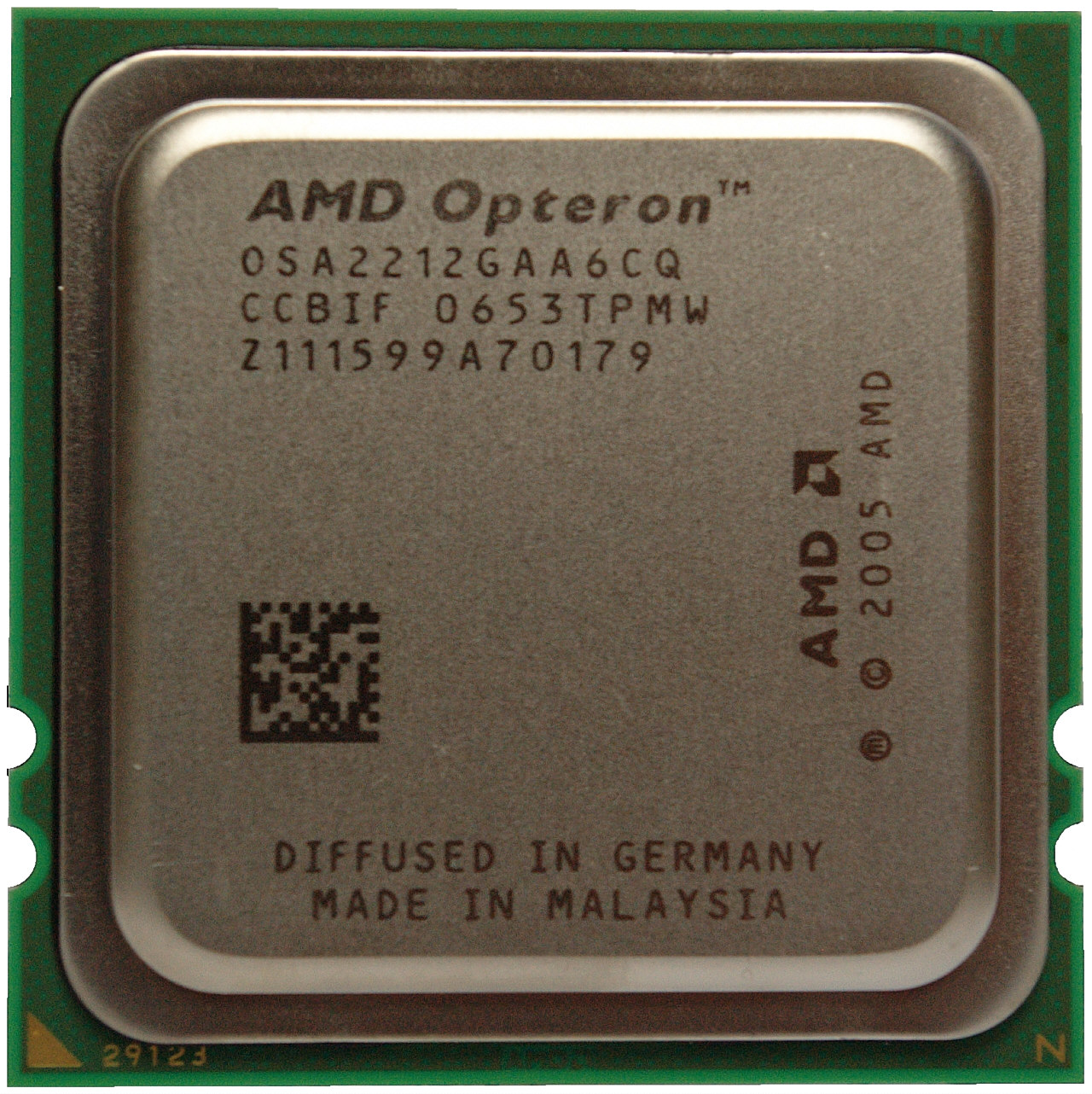
Opteron 2212

Opteron is een processor voor servers van de fabrikant AMD.

## Beschrijving
De Opteron is de eerste serverprocessor van AMD in de 64-bit-productielijn en is ingericht voor gebruik in multiprocessorsystemen. Behalve moederborden met Socket 939 voor een enkele Opteron zijn er ook Socket 940-moederborden voor twee en vier Opteron-processoren beschikbaar. De processor zelf wordt geleverd in varianten die geschikt zijn voor 1-, 2-, 4- en 8-processorsystemen. De geheugenbus kan tot 256 terabyte aan geheugen adresseren.
Er bestaan varianten van de Opteron die minder energie verbruiken: dit zijn de HE- en EE-processoren.
Net als andere 64-bit-processoren van AMD kan ook Opteron 32-bit-code draaien.

## Opteron A
AMD werkte hard aan een nieuwe generatie, energiezuinige Opteron A-processoren op basis van ARM Cortex A57-kernen. De introductie van de eerste serie Opteron A-processoren vond plaats in januari 2016.

## Opvolger
In juni 2017 werd Opteron opgevolgd door de Epyc-processoren gebaseerd op de microarchitectuur Zen.